# Вікторія Ларр'єр
Вікторія Ларр'єр (фр. Victoria Larrière; нар. 2 травня 1991) — колишня французька тенісистка.
Найвищу одиночну позицію світового рейтингу — 172 місце досягла 14 травня 2012, парну — 233 місце — 21 травня 2012 року.
Здобула 10 одиночних та 10 парних титулів туру ITF.

## Фінали ITF
| турніри $50,000 |
| турніри $25,000 |
| турніри $10,000 |

### Одиночний розряд: 15 (10–5)
| Результат | Ранг | Дата           | Турнір                         | Покриття | Суперниця             | Рахунок          |
| --------- | ---- | -------------- | ------------------------------ | -------- | --------------------- | ---------------- |
| Поразка   | 1.   | 15 червня 2009 | ITF Ґеусдал, Норвегія          | Тверде   | Марія Мох             | 7–5, 3–6, 6–7(5) |
| Поразка   | 2.   | 26 січня 2010  | ITF Гренобль, Франція          | Тверде   | Ане Лорендон          | 3–6, 2–6         |
| Перемога  | 1.   | 11 травня 2010 | ITF Тортоса, Іспанія           | Ґрунт    | Ан-Софі Месташ        | 7–5, 4–6, 6–4    |
| Перемога  | 2.   | 21 червня 2010 | Ґеусдал, Норвегія              | Тверде   | Карен Барріца         | 6–1, 6–2         |
| Перемога  | 3.   | 28 червня 2010 | Ґеусдал, Норвегія              | Тверде   | Гейл Бродскі          | 6–3, 6–4         |
| Поразка   | 3.   | 5 жовтня 2010  | Порт-Пірі, Австралія           | Тверде   | Еріка Сема            | 1–6, 6–4, 3–6    |
| Поразка   | 4.   | 25 квітня 2011 | Вік, Іспанія                   | Тверде   | Десіпна Папаміхаїл    | 6–7(8), 1–6      |
| Перемога  | 4.   | 10 травня 2011 | Тенерифе, Іспанія              | Тверде   | Хімена Ермосо         | 6–1, 6–1         |
| Перемога  | 5.   | 20 червня 2011 | Алкобаса, Португалія           | Тверде   | Гарбінє Мугуруса      | 6–3, 3–6, 6–3    |
| Перемога  | 6.   | 5 липня 2011   | Вальядолід, Іспанія            | Тверде   | Аранса Салут          | 6–2, 7–6(6)      |
| Перемога  | 7.   | 23 серпня 2011 | Стамбул, Туреччина             | Тверде   | Зара Гронерт          | 6–3, 1–6, 7–5    |
| Перемога  | 8.   | 9 жовтня 2012  | Маргарет-Рівер, Австралія      | Тверде   | Олівія Роговська      | 6–3, 6–3         |
| Поразка   | 5.   | 23 січня 2016  | ITF Хаммамет, Туніс            | Ґрунт    | Анастасія Гримальська | 6–3, 2–6, 3–6    |
| Перемога  | 9.   | 21 лютого 2016 | ITF Хаммамет, Туніс            | Ґрунт    | Сандра Самір          | 6–1, 6–4         |
| Перемога  | 10.  | 1 жовтня 2016  | ITF Рогемптон, Велика Британія | Тверде   | Даша Іванова          | 6–2, 6–3         |

### Парний розряд: 12 (10–2)
| Результат | Ранг | Дата        | Турнір                  | Покриття | Партнерка        | Суперниці                                   | Рахунок             |
| --------- | ---- | ----------- | ----------------------- | -------- | ---------------- | ------------------------------------------- | ------------------- |
| Перемога  | 1.   | 16 Чер 2009 | ITF Ґеусдал, Норвегія   | Тверде   | Зузана Лінгова   | Гелене Еуенсен Малу Ейдесгаард              | 3–6, 6–4, [10–0]    |
| Перемога  | 2.   | 23 Чер 2009 | Ґеусдал, Норвегія       | Тверде   | Зузана Лінгова   | Єлизавета Кузьміна Margarita-Greta Skripnik | 6–0, 6–2            |
| Перемога  | 3.   | 13 Січ 2010 | Глазго, Велика Британія | Тверде   | Анна Сміт        | Ніколе Клеріко Льяна-Габр'єла Унгур         | 6–4, 6–4            |
| Перемога  | 4.   | 26 Січ 2010 | Гренобль, Франція       | Тверде   | Іріна Раміалізон | Меллорі Сесіл Меган Мултон-Леві             | 6–3, 6–4            |
| Перемога  | 5.   | 13 Лип 2010 | Касерес, Іспанія        | Тверде   | Джейд Гоппер     | Хеорхіна Гарсія-Перес Кім-Алісе Ґрайдек     | 7–5, 6–4            |
| Перемога  | 6.   | 19 Лип 2010 | A Coruña, Іспанія       | Тверде   | Джейд Гоппер     | Летісія Еостас-Морейра Інес Феррер Суарес   | 7–6(6), 6–1         |
| Перемога  | 7.   | 16 Сер 2010 | Інсбрук, Австрія        | Ґрунт    | Еліксан Лекемія  | Ксенія Кнолль Амра Садікович                | w/o                 |
| Перемога  | 8.   | 5 Лип 2011  | Вальядолід, Іспанія     | Тверде   | Малу Ейдесгаард  | Ванеса Фурланетто Аранса Салут              | 6–0, 6–3            |
| Поразка   | 1.   | 12 Лип 2011 | Касерес, Іспанія        | Тверде   | Ірена Павлович   | Рішель Гогеркамп Марія Жуан Келер           | 4–6, 4–6            |
| Перемога  | 9.   | 19 Лип 2011 | ITF Ла-Корунья, Іспанія | Тверде   | Тімеа Бабош      | Летісія Костас-Moreira Інес Феррер Суарес   | 7–5, 6–3            |
| Перемога  | 10.  | 28 Сер 2012 | ITF Кернс, Австралія    | Тверде   | Монік Адамчак    | Тайра Келдервуд Теммі Петтерсон             | 6–2, 1–6, [10–5]    |
| Поразка   | 2.   | 1 Жов 2012  | ITF Есперанс, Австралія | Тверде   | Олівія Роговська | Ешлі Барті Саллі Пірс                       | 6–4, 6–7(5), [4–10] |